# Краков-Мыдльники
Краков-Мыдльники (пол. Kraków Mydlniki) — пассажирская и грузовая железнодорожная станция в микрорайоне Мыдльники города Кракова, в Малопольском воеводстве Польши. Имеет 1 платформу и 2 пути.
Станция построена в 1847 году на железнодорожной линии Домброва-Гурнича Зомбковице — Явожно-Щакова — Тшебиня — Краков как разъезд под названием «Мыдльники-Разъезд» (пол. Mydlniki Mijanka). Нынешнее название является с 1945 года.
Кроме главной железнодорожной линии, с 1960 года станция Краков-Мыдльники обслуживает местную пятикилометровую линию, которая ведёт в международный аэропорт Краков-Балице. Эта линия была создана результатом адаптации подъездных путей, построенных около 1951 года для армии.